# Marc Andrieu
Marc Andrieu (Carmaux, 19 settembre 1959) è un ex rugbista a 15, allenatore di rugby a 15 e dirigente sportivo francese, da giocatore attivo nel ruolo di tre quarti centro.

## Biografia
Cresciuto a Carmaux, passò nel 1979 al Béziers con cui vinse 3 titoli di campione francese tra il 1980 e il 1983; dal 1983 al 1993 militò poi nel Nîmes ed esordì in Nazionale francese nel 1986, in un test match contro l'Argentina; prese poi parte ai Cinque Nazioni 1988, vinto a pari merito del Galles.
Partecipò alla prima edizione della Coppa del Mondo nel 1987, giungendo fino alla finale, poi persa, contro la Nuova Zelanda.
Dopo il ritiro si dedicò alla conduzione tecnica del Nîmes, del quale divenne in seguito direttore sportivo, per poi tornare al Béziers come direttore del centro di formazione.
Dal 1992, inoltre, dirige gli Stages Marc Andrieu, da lui ideati, rivolti all'addestramento e al reclutamento di giovani rugbisti tra gli 8 e 18 anni, giunti nel 2009 alla loro 18ª edizione.

## Palmarès
- Campionati francesi: 3
Béziers: 1979-80, 1980-81, 1982-83